# ملعب مامادو كوناتي
ملعب مامادو كوناتي هو ملعب كرة قدم سابق يقع في باماكو، مالي.

## تاريخ
تم بناء الملعب عام 1954 في عهد السودان الفرنسي، الاسم السابق لمالي.
في عام 1954، تم تجديد ملعب نتوميكوروبوغو ثم أخذ اسم ستاد بوفييه، على اسم القس التبشيري الأب جورج بوفييه الذي تميز بشغفه بكرة القدم وحبها وكرمه وتفانيه في خدمة قضية الشباب خلال الحقبة الاستعمارية لكنه توفي في 25 سبتمبر 1952 إثر غرقه. بعد الاستقلال، أعيدت تسميته على اسم الناشط من أجل استقلال مالي، مامادو كوناتي [الفرنسية].
تبلغ سعته 5 500 مقعد، ويشتمل على ساحة عشبية وملعب لكرة اليد وملعب لكرة السلة.
يعد ملعب مامادو كوناتي جزءًا من برنامج إعادة تأهيل البنية التحتية الرياضية المرتبط ببرنامج التنمية الاقتصادية والاجتماعية (PDES). العمل، المقرر أن يستمر 18 شهرًا بتكلفة تبلغ حوالي ملياري فرنك إفريقي، بتمويل من ميزانية الاستثمار الخاصة (BSI)، ركز في عام 2009 على إعادة بناء المدرج الغربي، وترتيب المساحات الداخلية والخارجية وتعزيز نظام الإضاءة.